# Keržič
Keržič je priimek v Sloveniji, ki ga je po podatkih Statističnega urada Republike Slovenije na dan 1. januarja 2010 uporabljalo 89 oseb.

## Znani nosilci priimka
- Borut Keržič, industrijski oblikovalec (Gorenje)
- Ciril Keržič (1910—1944), partizan, politični komisar 31. divizije
- Stane Keržič (1918—1969), kipar
- Jakob (1809-1889), Matija (1830-1905) in Tomaž Keržič (1869-?), organisti